# La Fontana (Bellpuig)
La Fontana és una obra de Bellpuig (Urgell) protegida com a bé cultural d'interès local.
Obrí les portes l'Abril de 1935 sent propietat de l'Ateneu Democràtic Prat de la Riba, mantenint-se com a ateneu fins al juliol de 1936. A partir d'aquest moment va anar canviant de mans i d'usos, essent el 1937, el local de la CNT, utilitzant-se com a parròquia el 1939, mentre l'església parroquial estava en obres, com a magatzem de blat de la Farinera Climent Bessa els anys 40 fins al 1958, a partir de quan es rehabilita com a Agrupació Recreativa. El 1976 passà a ser la seu del Grup de Joves, mantenint-se obert com a bar fins al 1994.
El 2019 va reobrir com a restaurant, tenint també una programació artística i cultural.